# 高速道路

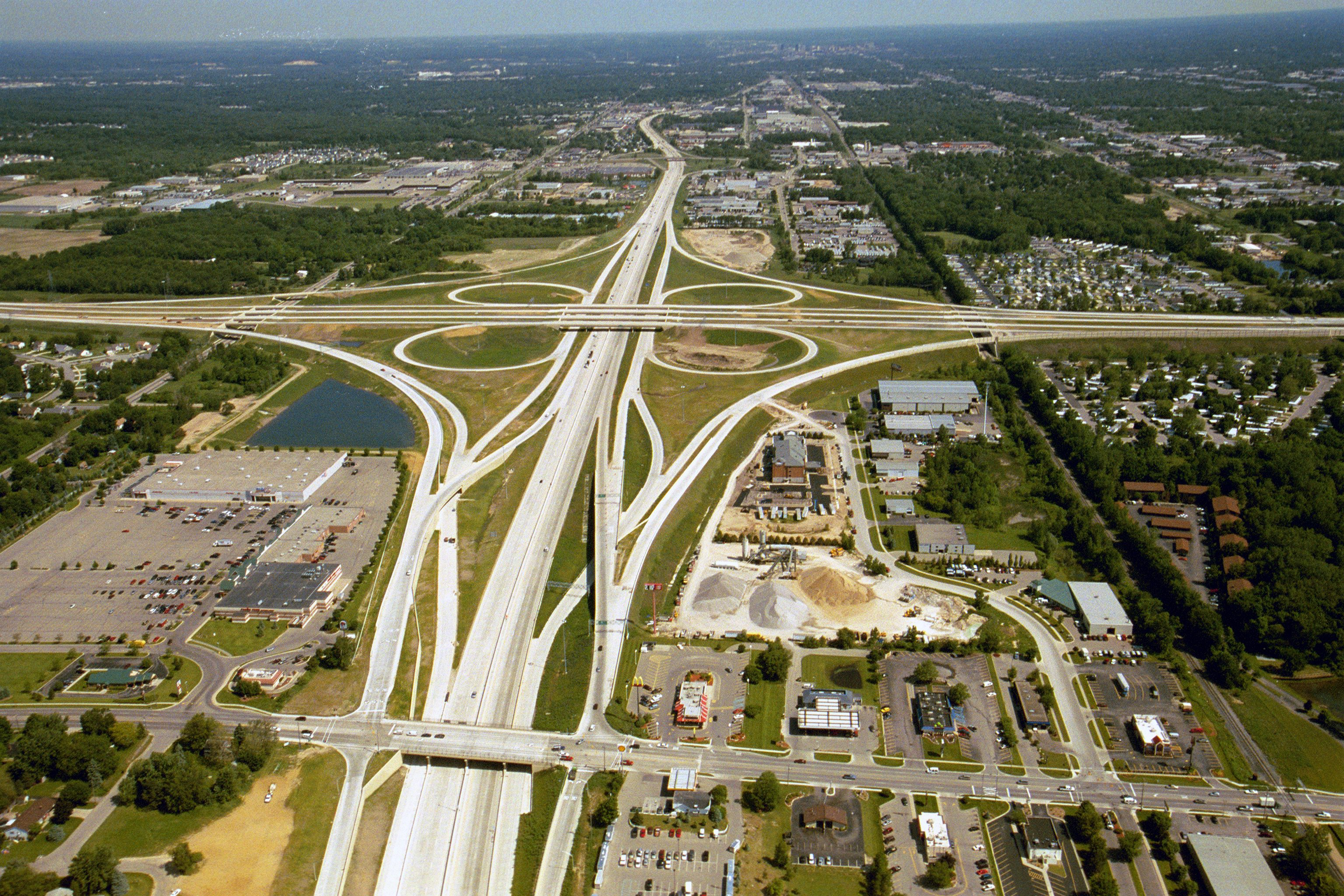
ミシガン州ワイオミングの国道131号線、M-6および68th Streetのインターチェンジ。中央線を境に通行方向が区分され、上下分離による交差点除去や出入り口制限の実施といった高速道路の特徴を示している。

高速道路（読み:こうそくどうろ、英語: expressway）、ハイウェイ（インド英語: highway）とは、自動車が高速かつ安全に走行できるように設計・整備された自動車専用の道路のことである。

## 概要
高速道路は、自動車が高速に走行でき、しかも高速走行時にも安全に走行できるように設計・整備された道路であり、安全のために自動車専用道路とし、事故の多い平面交差を廃し、代わりに立体交差を使う。通常、高速道路に関して法規を制定し、走行してよい車両を（高速走行が可能な、一定以上の排気量の車などに）限定し、また何らかのゲートを設置したり入口に道路標識で表示することで、一般道路から歩行者や自転車や、低速でしか走行できない小排気量の車両などが進入することを防ぐ。
国や地域によって名称や規格などは異なっている。高速道は国や地域の道路網の基幹・中核を担う役割を担っている。また、平行して走る一般道路の渋滞緩和の効果ももたらす。
高速道路の名称は、世界各国で異なっている。ドイツ・オーストリアは「アウトバーン」、アメリカ・オーストラリアは「フリーウェイ」、カナダは「トランスカナダハイウェイ」、フランスは「オートルート」、イギリスは「モーターウェイ」、イタリアは「アウトストラーダ」と呼んでおり、日本では俗に「ハイウェイ」と呼ばれることもある。→#世界の高速道路
世界で最初に高速道路が建設された国は1924年のイタリアで、次いでアメリカと続き、その後世界各国で高速道路が建設された。→#歴史、#各国の高速道路の概要

## 歴史

#### 高速道路の前段階
高速道路の前段階にあたる道路として、1908年にアメリカにおいて「世界初の自動車専用道路」とされるロング・アイランド・モーター・パークウェイ (Long Island Motor Parkway) がニューヨークで開通した。1920年代に入ると、ニューヨークのパークウェイはニューヨークのマスタービルダーと呼ばれるロバート・モーゼスによって広い範囲へと拡大が進められた。モーゼスはパークウェイを、アメリカ合衆国を自動車指向社会へと発展させるための道具であり、混雑の激しい都市地域からロング・アイランドの開発途上地域へと人口を分散させるための手段であると位置づけ、積極的な拡大方策を採った。

#### 高速道路の始まり

「世界初の高速道路」である、1924年に開通したイタリアの「湖の高速道路」。現在のA8及びA9に当たる区間。その路線図。

1924年にイタリアでミラノとコモ湖とマッジョーレ湖を結ぶ「湖の高速道路」（Autostrada dei Laghi）が開通した。これが「一般車両が高速走行できる自動車専用道路として世界で最初のもの」とされる。
一方ドイツでは、まず軍事目的も意識して高速道路が構想され（アウトバーンは「軍用機の滑走路としても使える道路」として構想され）、1932年にアウトバーンのボン - ケルン線が初開通し、1933年にアドルフ・ヒトラーが政権につくと、それ以前の第一次世界大戦で自動車が活躍したことを念頭にアウトバーンの建設計画が推し進められ、第二次世界大戦前までに3859キロメートル (km) の高速道路網を完成させていった。

#### 世界に広まる高速道路
アメリカでは、1940年にペンシルベニア州のペンシルベニア・ターンパイク開通を皮切りに高速道路時代に入り、目覚ましい発展をみせていくこととなった。
一方、イギリスはそもそも蒸気機関で産業革命を成し遂げた国である。1804年に同国のリチャード・トレビシックが蒸気機関車を発明し、1825年には同国が鉄道を開通させるなど、世界で最も古くから鉄道を活用している。鉄道は同国の誇りでもあり、陸上交通は鉄道を中心に発達した。このことが仇となり、イギリスは道路先進国でもありながら高速道路では一歩後れを取り、本格的な高速道路建設が始められたのは1957年以降のことであった。
日本でも、明治政府が陸上運送の強化は鉄道建設を中心に行ったので道路事情は欧米諸国に大きく遅れをとっていたが、戦後の高度経済成長期にあたる1963年（昭和38年）7月16日に、日本初となる高速自動車国道として、名神高速道路の栗東IC - 尼崎ICが開通した。
アメリカの州間高速道路網は長らく世界最長の高速道路であったが、急速にインフラ整備を推し進める中国の高速道路の総延長が2011年に世界最長になった。

## 幾何構造

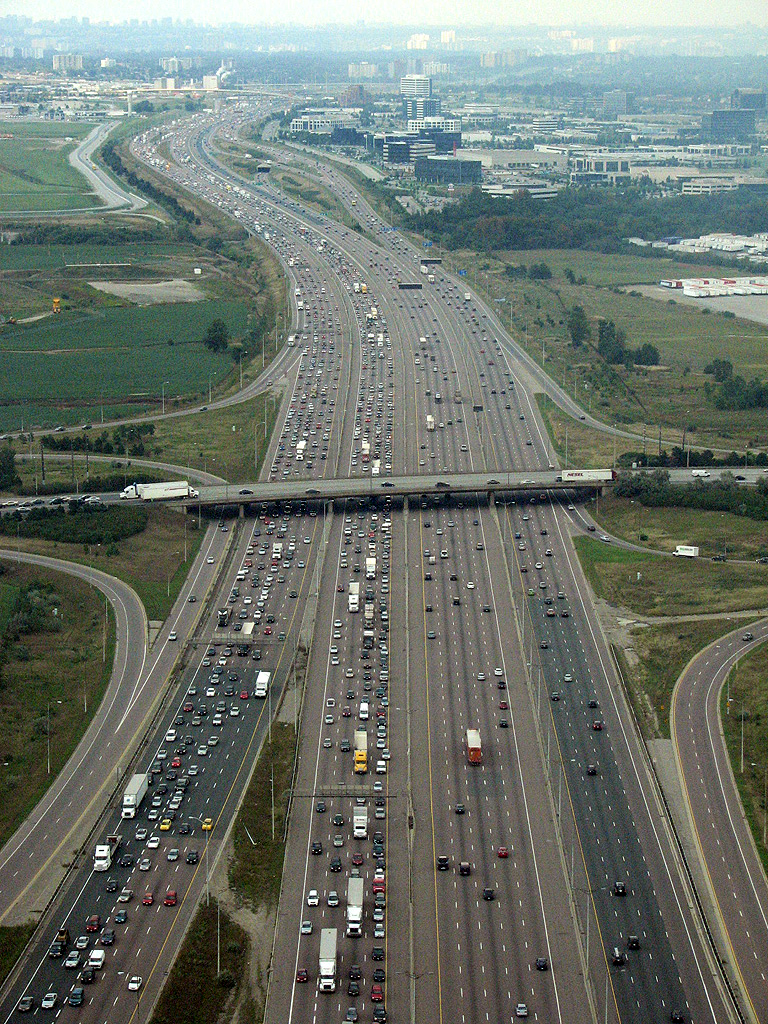
カナダ・オンタリオ州のHighway 401. トロントに通じる4重高速道路が特徴のコレクター・エクスプレス・フリーウェイ構造の例。

高速道路は高速走行を容易にするため、設計上カーブの曲率や勾配（アップダウン）を緩和した線形としている。また、対向車線の自動車との衝突をさけるために中央分離帯が設けられることもある。故障した場合に停車できるために路肩のスペースも広く設けられている場合が多い。
高速道路は原則として信号機や交差点を極力設けないなど他の道路とは独立しており、他の道路や鉄道とは立体交差されている。高速道路への流入は交差点を用いず、インターチェンジ（IC）を用いる。また信号機も使用しない（一部高速道路を除く）。特に高速道路同士での交差は、ジャンクション（JCT）と呼ばれる。
そのため高架や盛土などの構造物を建設して、その上に作られる場合もある。山間部のような地形では、トンネルも多用される。

多様なインターチェンジの見取り図
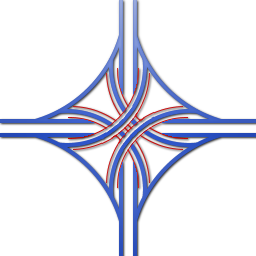
4層構造型 主要ジャンクションとして使用され、フリーウェイによく見られる形状
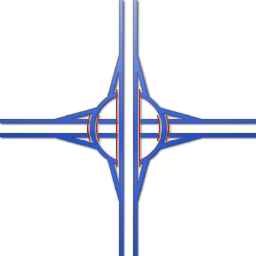
ラウンドアバウト型 英国において、ジャンクションや出入り口としてよく見られる形状
クローバー型 主にジャンクションとして使用される形状
部分的クローバー型 補助道路への接続によく用いられる形状
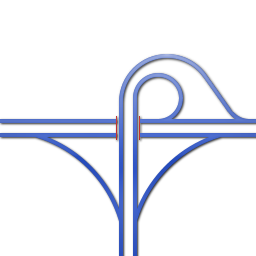
トランペット型 T型とも呼ばれる形状

## 事業主体と運営資金
高速道路の管理はその高速道路によって様々であり、事業主体も異なる。ただ全体的に見た傾向では、政府の管理下にあるものが多い。
開発途上国においては建設費の財源として世界銀行や政府開発援助による融資を受けて、公共事業として行われることが多々ある（日本においても名神高速道路などが世界銀行の融資によって整備された）。
事業体の運営資金をどうまかなうかは、国ごとに異なる。

## 利用料金
利用料金（走行料金）は、国ごとに、無料の国と、有料の国があり、主要先進国では無料の国が多い。
ドイツなどでのアウトバーン、イギリスなどでのモーターウェイでは基本的に無料である。またアメリカやオーストラリアのフリーウェイも基本的に無料である。（ただし、ドイツでは長年無料になっていたが近年一部で料金徴収を始めた）。
フランスのオートルートも「道路は無料」という原則に基づき建設されている。ただし高速道路法によって、許可会社（SEMなど）が有料で道路を建設できる、とされたため、事実上有料制も併用されている。ただし、公共性の観点から無料であるべき道路や機能上重要な路線、たとえば、いわゆる都市内高速道路（日本の首都高などに似たもの）や港湾道路や国境近くの道路は無料である（そこが日本とは異なる）。
ポーランドのアウトストラーダも原則無料である。一方、イタリアのアウトストラーダは有料である。
日本は料金に関して、国会での約束、現状の料金状況などが複雑である。
有料の国の多くで、無線通信による自動料金収受システム（ETCなど）の導入が進んでいる（料金所職員の人員数と人件費を抑えることができ、料金徴収所での渋滞も緩和し、ITSなどのデータとしても活用する）。

### 世界の高速料金比較
1kmあたりの高速料金を世界各国と比較すると、日本は世界で最も高速料金が高い国である。以下に主要国の料金を掲示する。（2019年7月時点のレートで算出）
| 1km当たり料金 | 国籍     |
| ------------- | -------- |
| 24.6円/km     | 日本     |
| 15.6円/km     | フランス |
| 7円/km        | ギリシャ |
| 0円/km        | ドイツ   |
| 0円/km        | イギリス |

日本では地方の路線などで一部無料の場合があるが、一般に有料である。民主党は高速道路無料化をマニフェストで提唱し、2010年（平成22年）度には高速道路無料化社会実験を一部路線で実施し、高速道路の利用者が増え、地方の観光産業も潤った。しかし、東日本大震災の復旧費用をまかなうために、2011年（平成23年）6月19日をもって終了し、一時凍結となった。

## 休息用のエリア
安全走行のために通常、高速道路の路肩には原則として駐車・停車してはいけない、という主旨の規則が制定される。ここも、一般道と高速道路が異なる点である。
一般道とは異なり路肩に駐停車したり道路に面する飲食店などに立ち寄って休息することができないかわりに、高速道路ではパーキングエリア（PA）やサービスエリア（SA）といった休憩スペース、またガソリンスタンドなどが設けられている。サービスエリアなどでは駐車し、休憩や食事をとったり、洗面所（トイレ）を利用することができる。また、地域のおみやげものなどが購入できるものもある。
種類一覧
- ハイウェイオアシス（HWO）
- サービスエリア（SA)
- パーキングエリア（PA）
- 臨時駐車場（臨時P）

## 高速道路の事故
高速道路は一般道路と比較すると線形などの条件が良好で、交差点なども少ないため交錯する危険性も少ないことから一般道より走りやすく事故の発生率そのものは低い。しかし、戦前には弾丸道路と例えられるほどの高速走行下での事故となるために死亡事故などの重大事故となりやすいといった問題がある。
事故原因の一例として高速道路では直線区間が長く続く状況下に由来する催眠現象がある。現象の影響により運転者には眠気を催す、あるいは現実感の喪失等といった症状が認められ、結果として交通事故につながる要因となり得る。
事故防止策として日本では直線道路が建設が可能な地形であっても意図的にカーブ部分を造る等の対策をとる場合がある。これは道路の直線を減らして連続する緩やかなカーブを作ることによって風景に変化を持たせ、ドライバーの集中力を持続させる効果を狙うものである。また過剰な速度での通行を抑制する目的がある。日本の高速道路の多くの区間は、こうした緩やかなカーブを連続させてあることが多く、純粋な直線区間は少ない。こうした設計手法は、高速道路の先進地であるドイツのアウトバーンの技術が導入されている。

## 高速道路建設がもたらす諸影響

#### 高速道路建設と二酸化炭素排出量
新しい道路を建造すると次のような直接・間接のことが起き、二酸化炭素排出量（カーボンフットプリント）が増えるという。
- 建設作業（整地作業で排出される二酸化炭素。道路を建造するのに必要なコンクリート、アスファルト、鋼材などの素材を作るために排出される二酸化炭素。建機から出される二酸化炭素）による増加[8]。
- 樹木を切り倒すことで、樹木を切らなければ樹木に吸収されるはずだった二酸化炭素の量が減ることによる二酸化炭素の増加[8]。
- 建設後の道路のメンテナンス作業やサービス業務による二酸化炭素排出の増加[8]。
- 新しい道路ができることで自動車の走行が増え、人々の移動が増え、走行速度が上がることによる二酸化炭素排出の増加[8]。

道路の建造に伴う二酸化炭素の排出量の増加を抑制するには次のようなことが必要になる。
- メンテナンス作業に電気自動車など二酸化炭素の排出量がゼロあるいは極めて小さい自動車を使う[8]。
- 道路の更新や補修の工事の際には二酸化炭素の排出量が多い機材を使わない[8]。
- 供給業者（下請け業者）との契約の中に、二酸化炭素排出量の基準も入れる[8]。
- 道路標識やトンネルの照明については、エネルギー効率の高い照明を使う[8]。
- 道路建設のために切り倒す樹木に相当する量の樹木を、計画した道路の近くに植樹する[8]。

#### 高速道路建設と「借金の罠」
経済効果を期待して借金で高速道路を建設するとその借金が重荷になってしまい、国の経済が抜き差しならない状況に陥ることがある。インドでは高速道路の建設のために2014年-2015年に膨大な借金を行ってしまい、2020年1月には「借金の罠」に陥りそうになっていると分析された。

#### アメリカの金利とアメリカでの高速建設
1929年以降で米国の経済成長率が最も高かったのは1950年代と1960年代だった。この時期には大規模な高速道路網の構築に多額の政府支出がなされた。
2015年時点であるが、経済学者のロバート・シラーが2015年時点の米国の30年インフレ連動債の利率が0.86%との状況を見て述べたところによると、その時点ではアメリカ政府はお金を借りて新しい高速道路を建造する良い機会で、アメリカで高速道路を建設すれば健全な投資になると説明した。（その後状況は一変し、2020年春には世界的なコロナ禍が起き、世界経済は予想外の状況になった。数年間、多くの国で外出禁止令が発令され、高速道路の利用率はその間のみ一挙に低くなった。人々はできるだけ物理的な移動や直接会うことはできるだけ控え、テレビ電話アプリやZoomなどのWeb会議アプリなどIT技術を使い、リモートでコミュニケーションをするようになり、買い物はネット通販で済ませることが増えた。2022年2月には、ロシアがウクライナに侵攻し、西側諸国はロシアに対して大規模な経済制裁を行い、世界経済は前例のない展開を見せた）ウクライナ侵攻後アメリカでは物価の異常な高騰が起き、その物価高騰を抑えるためにアメリカ政府はそれまで維持していた低金利政策を改め金利を上げた。2022年7月時点には、アメリカ金融当局は、年末には政策金利を3.75% - 4.00%にするというような方針を打ち出すまでになった。つまり2015年の状況とは全く異なった状況になった）。

## 世界の高速道路
世界の各地域や国での高速道路について、名称、そして記事がある場合はそれも挙げる。

### 北米・南米
- アメリカ合衆国 - フリーウェイ、州間高速道路
- カナダ - トランスカナダハイウェイ（一部のみ高速道路）、400番台オンタリオ・ハイウェイ、ケベック州高速道路
- ブラジル - トランスアマゾニアンハイウェイ（英語版）

### アジア・オセアニア
- 日本 - 日本の高速道路（日本の高速道路一覧）
- 台湾 - 台湾の高速道路（快速道路）、台湾の国道（高速公路）
- 韓国 - 高速国道
- 中華人民共和国 - 中華人民共和国の高速道路（高速公路）
- シンガポール - 高速道路
- ベトナム - ベトナムの高速道路

- オーストラリア - メトロード、モーターウェイ（オーストラリアの幹線道路）
- ニュージーランド - モーターウェイ

### ヨーロッパ
- ドイツ・オーストリア・スイス - アウトバーン
- フランス - オートルート
- イタリア - アウトストラーダ
- ポーランド - アウトストラーダ
- イギリス - モーターウェイ

### アフリカ
- アルジェリア - アルジェリア東西高速道路
- 南アフリカ共和国 - ナショナルロード

### 国家間をまたぐ高速道路
大陸規模の高速道路
- ヨーロッパ大陸 - 欧州自動車道路
- アジア大陸 - アジアハイウェイ
- 北米大陸・南米大陸 - パンアメリカンハイウェイ
- アフリカ大陸 - トランスアフリカンハイウェイ（英語版）

## 各国の高速道路の概要
特筆すべき国の高速道路についての説明。詳細説明は個別の記事で公開する。

### イタリアの高速道路

イタリアのアウトストラーダ網

イタリアは高速走行および自動車専用の道路を作った最初の国とされる。最初に建設されたのは「湖の高速道路」（Autostrada dei Laghi）という名称のもので、ミラノとコモ湖とマッジョーレ湖を結ぶもので、ピエロ・プリチェッリによって構想され、1924年に開通した。（この道路は現在ではアウトスタラーダA8とA9の一部となっている。）
イタリアのアウトストラーダの総延長距離は、2022年7月30日時点で7,016キロメートル。

### ドイツ連邦共和国の高速道路

ドイツのアウトバーン網

ドイツでの自動車専用道路の構想はドイツ帝国時代やヴァイマル共和政時代にすでに練られており、1928年から1932年にかけてハフラバ（ドイツ語: HaFraBa）（ハンザ同盟都市＝フランクフルト＝バーゼル間自動車高速道路建設協会）によってケルン＝ボン間の自動車専用道路が建設された。なお、ドイツではその道路を建設する以前、1913年から1921年にかけてベルリン郊外にアヴスと呼ばれる自動車専用サーキットが建造され、現在ではそれがサーキットではなく高速道路の一部として使われているので、現在ではそちらが"ドイツ最古の高速道路"ともされる。
なおドイツには自転車専用の高速道路もある。道路には信号機や凹凸がない。現在開通しているのはデュイスブルク、ボーフム、ハム等ドイツ西部の10都市と4大学を結ぶ計画の道路（100 km以上）のうち5 kmで、同道路の大部分は線路（現在不使用）に沿って建設される予定。この他にも2つの自転車用高速道路が計画されている他、2つの自転車用高速道路が「実現可能性の調査」が行われている。

### アメリカ合衆国の高速道路
アメリカでの前段階

アメリカの州間高速道路網

アメリカでは、1908年に世界初の自動車専用道路とされるロング・アイランド・モーター・パークウェイ(Long Island Motor Parkway)がニューヨークで開通した。1920年代に入ると、ニューヨークのパークウェイはニューヨークのマスタービルダーと呼ばれるロバート・モーゼスによって広い範囲へと拡大が進められた。
アメリカでの高速道路
アメリカにおいては1956年（昭和31年）に承認した連邦補助高速道路法により州間高速道路網が整備された。各州間高速道路にはそれぞれ個別の路線番号が付加されており、州間高速道路XX号線 (IH-XX; Interstate Highway XX) もしくは単に州間道XX号線 (I-XX; Interstate XX) と表記される。

### 日本の高速道路

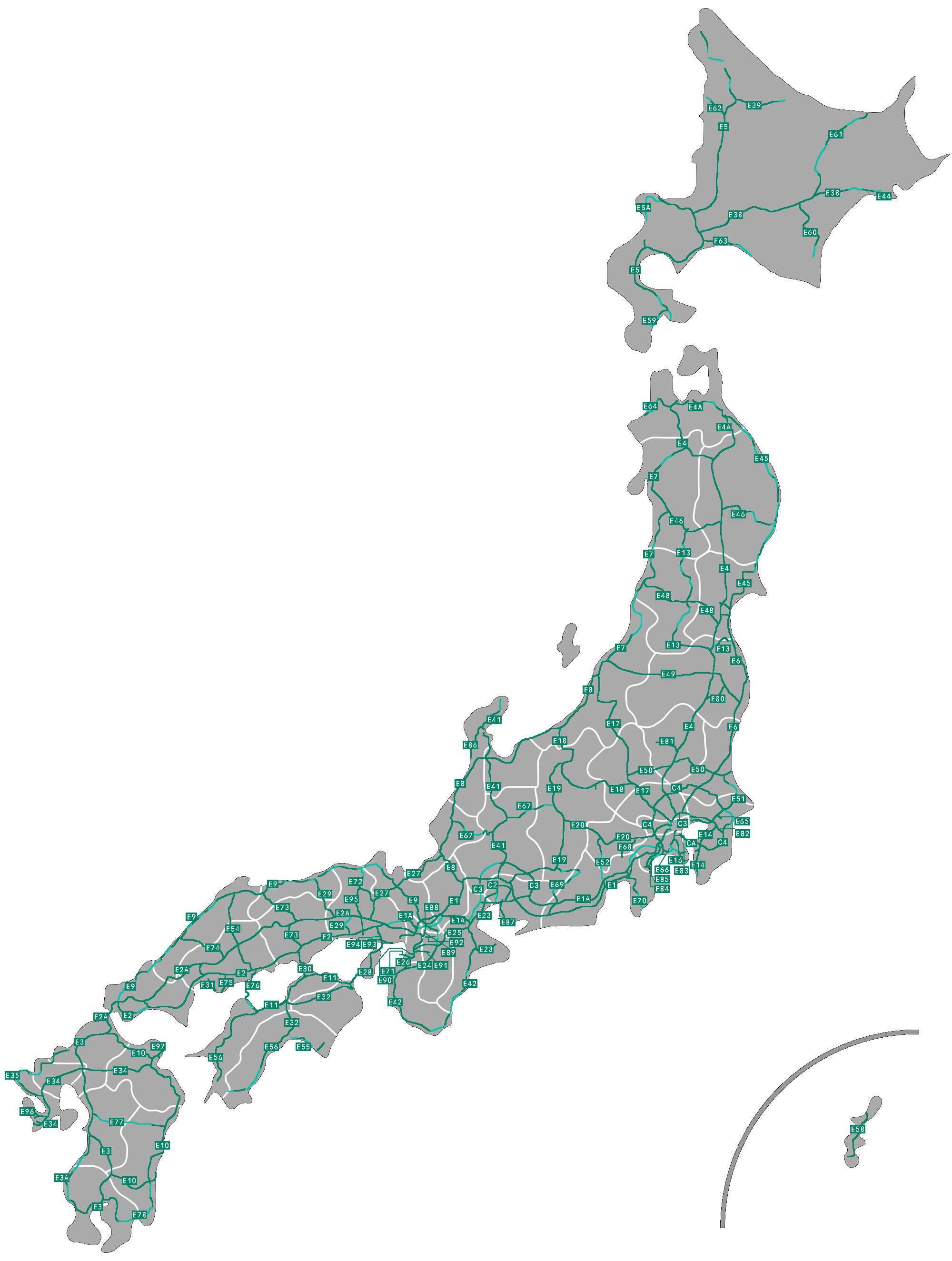
日本の高速道路網

日本列島はもともと水運中心で、明治期に行われた陸上運送の強化は主に鉄道建設で行われたので、そもそも一般道や舗装道路の建設が、十分に行われていなかった。その結果、日本は（鉄道中心だったイギリス同様に）高速道路の開通が、他の主要国に比べてかなり遅れることになった。
日本で最初に高速自動車国道が開通したのは、1963年（昭和38年）7月のことであり、名神高速道路の栗東IC - 尼崎IC間の71.7 kmである。
日本では現在、高速自動車国道と道路法に基づく自動車専用道路（都市高速道路なども含む）とを指して「高速道路」と位置付けている。ただし、両者を比較すると、構造規格、通行車両制限、速度制限などが同一とは限らない。